# Pagi-öböl
A Pagi-öböl (horvátul: Paški zaljev) egy tengeröböl Horvátországban, az Adriai-tengerben, Dalmáciában, a Pag-sziget legnagyobb öble.

## Leírása
A Pagi-öböl 22,5 km hosszúságban fekszik a sziget északi oldalán. Mintegy 4 km széles, legfeljebb 45 m mély, és minden oldalról a sziget szárazföldje veszi körül. A Pag-kapu (Paška vrata) köti össze a Velebit-csatornával. Pag városától délkeletre az öböl meghosszabbításaként 6,5 km hosszan egy keskeny, sós vizű tó nyúlik a sziget belsejébe. Az öböl északnyugati végében található a Caska-öböl és a Veli Školj-sziget. Az öböl melletti települések: Pag, Bošana, Caska, Kustići, Metajna, Vidalići, Zubovići.

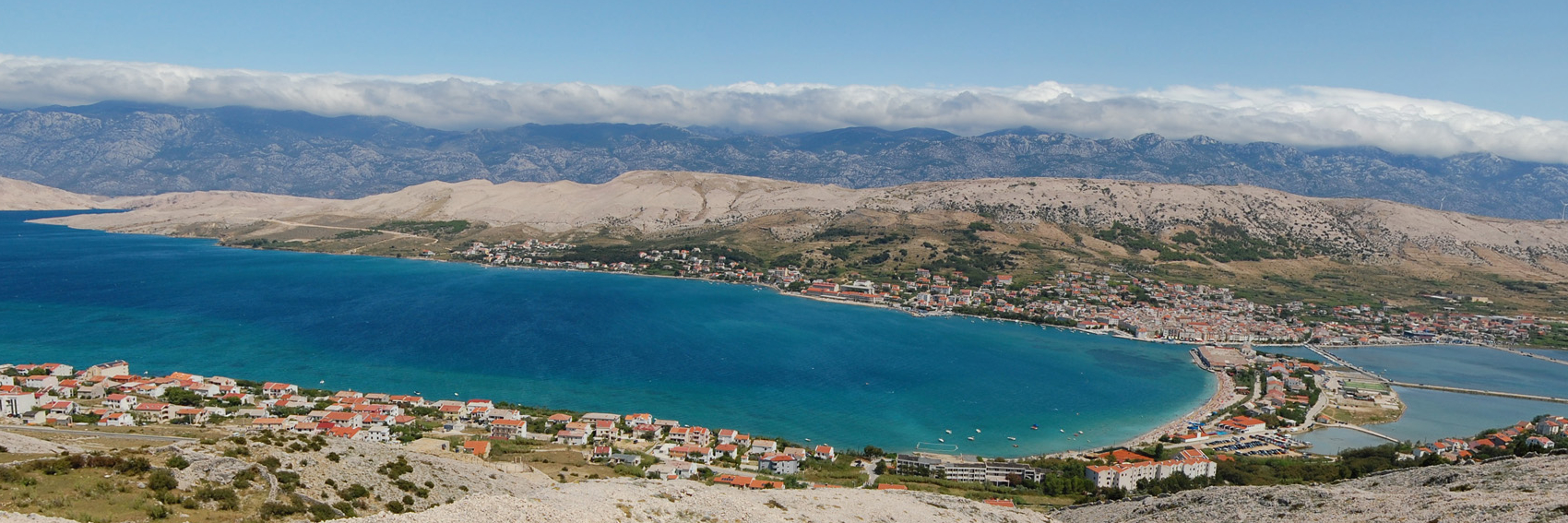
A Pagi-öböl délkeleti része Pag városával